# Morandus

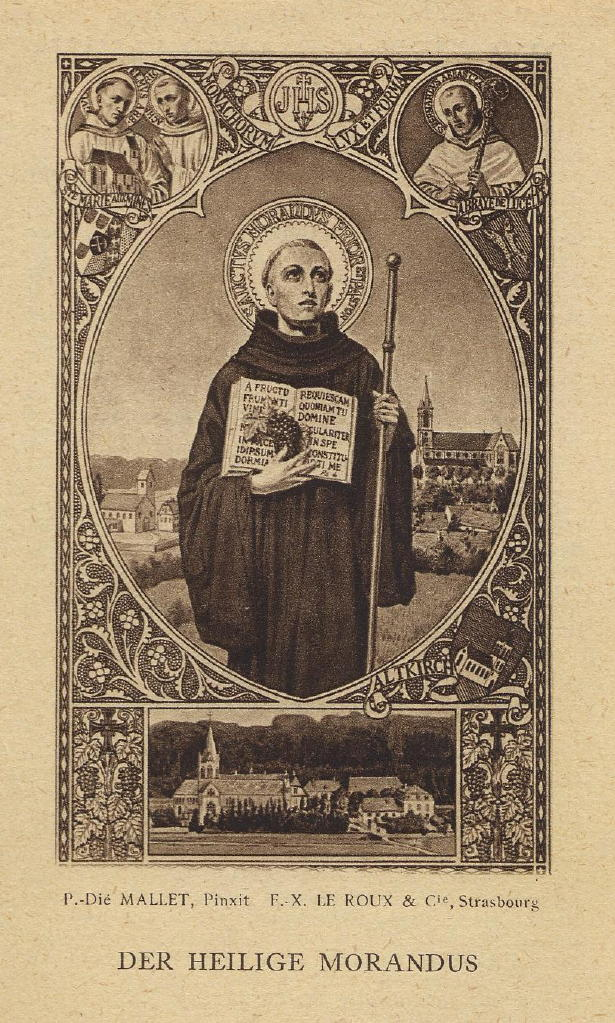
St. Morandus, Andachtsbildchen um 1900

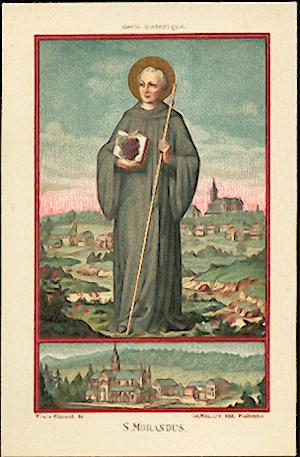
St. Morandus, Lithographie um 1890

Morandus (* um 1075 bei Worms; † 3. Juni 1115 bei Altkirch im Elsass) war ein Mönch und gilt als „Apostel des Sundgaus“. Er ist ein Heiliger der katholischen und (im Sinne von Artikel 21 der Confessio Augustana) evangelischen Kirche. In der römisch-katholischen Kirche gilt er als Patron des Hauses Habsburg, der Winzer, des Weins und wird gegen Besessenheit angerufen.

## Leben
Gemäß der Überlieferung wurde Morandus im Wormsgau geboren, war Zögling der bischöflichen Schule des Bistums Worms und erhielt in der Bischofsstadt wahrscheinlich schon die Priesterweihe. Auf der Rückreise von einer Wallfahrt nach Santiago de Compostela trat er in die Abtei Cluny als Benediktinermönch ein. Von Abt Hugo dem Großen wurde er zunächst in ein Kloster der Auvergne entsandt. Etwa im Jahre 1106 berief man ihn nach Altkirch ins Filialkloster St. Christoph, welches Friedrich Graf von Pfirt im oberen Elsass nahe Basel gestiftet hatte.
Bei dem Dorf Altkirch existierte eine uralte, dem hl. Christoph geweihte Kirche, von welcher man behauptete, sie stamme aus der Zeit, zu der das Christentum hier eingeführt worden war. Man nannte sie deshalb „alte Kirch“, wovon sich auch der Namen des Ortes herleitet. Der ortsansässige Graf Friedrich I. von Pfirt – Urgroßneffe des heiligen Leo IX. – vergrößerte jene alte Kirche, stiftete dort ein Benediktinerkloster und erbat sich vom hl. Hugo von Cluny eine Anzahl Ordensleute. Die Schenkungsurkunde für das neue Kloster hat Graf Friedrich I. von Pfirt am 3. Juli 1105 unterzeichnet und in den ersten Wochen des Jahres 1106 erfolgte die Bestätigung durch Papst Paschalis II.
Der erste Prior, Constantius, erkannte sofort, dass hier im Elsass mindestens ein Deutsch sprechender Mönch notwendig sei, weshalb man den deutschen Mitbruder Morandus kommen ließ. Infolge seines Seelsorgeeifers stieg Morandus bald selbst zum Prior auf; die Frömmigkeit und Barmherzigkeit des Priesters waren weithin berühmt. In einer alten Lebensbeschreibung heißt es darüber:

„Man sah ihn zu jeder Jahreszeit, ob es auch regnete und schneite, mit unbedecktem Haupte dahinwandern, ein Buch in der einen Hand, den Pilgerstab in der andern. Durch seine bald strengen, bald liebevollen Worte wurden die härtesten Herzen erweicht, die boshaftesten Sünder bekehrt. Auch große und vornehme Herren ließen sich von ihm zu Gott zurückführen. Unzählig aber war die Menge der Kranken, Notleidenden und Unglücklichen, die aus allen Gegenden herkamen und bei ihm Trost und Hilfe fanden.“

Morandus wurde förmlich der Seelsorger des gesamten Landstriches, weshalb man ihn bis heute „Apostel des Sundgaus“ nennt.

## Tod und Verehrung
Der Benediktiner starb am 3. Juni 1115 im Kloster Altkirch. Sein Grab findet sich in der dortigen Klosterkirche St. Morandus. Nachdem Morandus gegen Ende des 12. Jh. heiliggesprochen wurde, errichtete man ihm 1191 in der Mitte des Gotteshauses ein Steingrabmal und wählte ihn zum neuen Kirchenpatron. Aus seinem Leben hat man viele Wunder überliefert, ebenso sind zahlreiche Gebetserhörungen am Grabe festgehalten. Altkirch avancierte zu einem regional bedeutsamen Wallfahrtsort. In dem Buch Die Heilgen des Elsasses (Alsatia Verlag, Colmar, 1931) sind neben früheren Vorkommnissen noch zwei Heilungen aus dem Jahr 1889 dokumentiert (Seite 292).

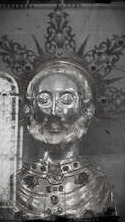
Kopfreliquiar St. Morandus, von 1428

Schon Herzog Rudolf IV. von Österreich (1339–1365), der mütterlicherseits aus dem Geschlecht der Grafen von Pfirt stammte, erwarb in Basel Morandusreliquien, die er in den neugebauten Stephansdom zu Wien übertrug. Dort ließ er dem Heiligen die nördliche Kapelle des Westwerks weihen, die sogenannte Morandus- oder Kreuzkapelle, heute auch Tirna- oder Savoyer-Kapelle, da dort Prinz Eugen von Savoyen ruht. Herzog Rudolf IV., genannt „Rudolf der Stifter“, legte die Morandusreliquien persönlich unter den Estrich der neuen Kapelle. Der heilige Morandus avancierte zu einem Hauspatron der Habsburger und war dort hochverehrt; man betrachtete ihn sogar als Familienangehörigen und Blutsverwandten. Herzog Friedrich IV. (Tirol) (1382–1439), dem 1411 das Elsass als Herrschaft zufiel, verehrte den hl. Morandus besonders. Er ließ aus dem Altkircher Heiligengrab den Schädel entnehmen und dessen Oberteil (Hirnschale) 1428 in einem kostbaren Kopfreliquiar fassen. Dieses stiftete er dem Altkircher Kloster und es befindet sich noch heute in der dortigen Wallfahrtskirche. Der Unterteil des Hauptes kam nach Wien. In der Österreichischen Nationalbibliothek wird das sogenannte „Morandus-Officium“ von 1482 aufbewahrt, ein Gebetbuch zu Ehren des hl. Morandus, aus dem Besitz von Kaiser Friedrich III. Noch unter Kaiser Franz Joseph von Österreich ehrte man 1899 den Habsburger Hausheiligen in seiner Kapelle des Stephansdomes mit neuen Fenstern, welche Szenen aus seinem Leben darstellen.
1444 plünderten Armagnaken die Moranduskirche in Altkirch und brachen die Grabstätte auf. Die Gebeine wurden zerstreut, aber wieder aufgesammelt und beigesetzt. Ähnliches geschah im Bauernkrieg und 1793 in der französischen Revolution. Dennoch wurden die Reliquien in unsere Tage gerettet und die regionale Verehrung im Elsass ist ungebrochen.
1620 schenkte Kaiser Ferdinand das Moranduskloster in Altkirch den Jesuiten, die es bis zur Aufhebung des Ordens im Jahre 1773 betreuten. Kurzfristig übernahmen es nochmals die Benediktiner von Cluny, nach der Französischen Revolution kam die Pilgerstätte in die Obhut des Bistums Straßburg. Im ehemaligen Kloster gründeten die Barmherzigen Schwestern ein Spital, 1886 erbaute man über dem Morandusgrab eine neue Wallfahrtskirche. Unter Bischof Adolf Fritzen wurden die Altkircher Reliquien 1892 untersucht, geordnet und mit neuen Urkunden versehen. Sein Nachfolger Charles Joseph Eugène Ruch approbierte 1929 das nachfolgende Gebet zu Ehren des Heiligen:

„Lass uns, o Herr, die Gebete des hl. Morandus, Deines Bekenners von Nutzen sein, auf dass Du deinen Dienern, denen durch ihn in unserer Heimat die Lehren der christlichen Vollkommenheit verkündet wurden, auch auf seine Fürbitte hin die Mittel des ewigen Heiles gewährst. Durch Christum, unsern Herrn. Heiliger Morand, bitte für uns! Amen.“

Der römisch-katholische Festtag des heiligen Morandus ist sein Todestag, der 3. Juni; der evangelische Gedenktag laut Evangelischem Namenkalender ist einen Tag später, am 4. Juni. Am 3. Juni bzw. am darauffolgenden Sonntag feiert man in Altkirch auch den traditionellen Wallfahrtstag.
Dargestellt wird Morandus in der Kunst zumeist als Pilger oder Benediktiner mit Buch und Pilgerstab. Seine Attribute sind ein Rebmesser und Weintrauben. Er gilt als Patron der (elsässischen) Winzer und Schutzheiliger gegen Besessenheit. Ein österreichisches Wein-Cuvée, also ein Weinverschnitt mit feststehender Rezeptur, ist nach St. Morandus benannt.

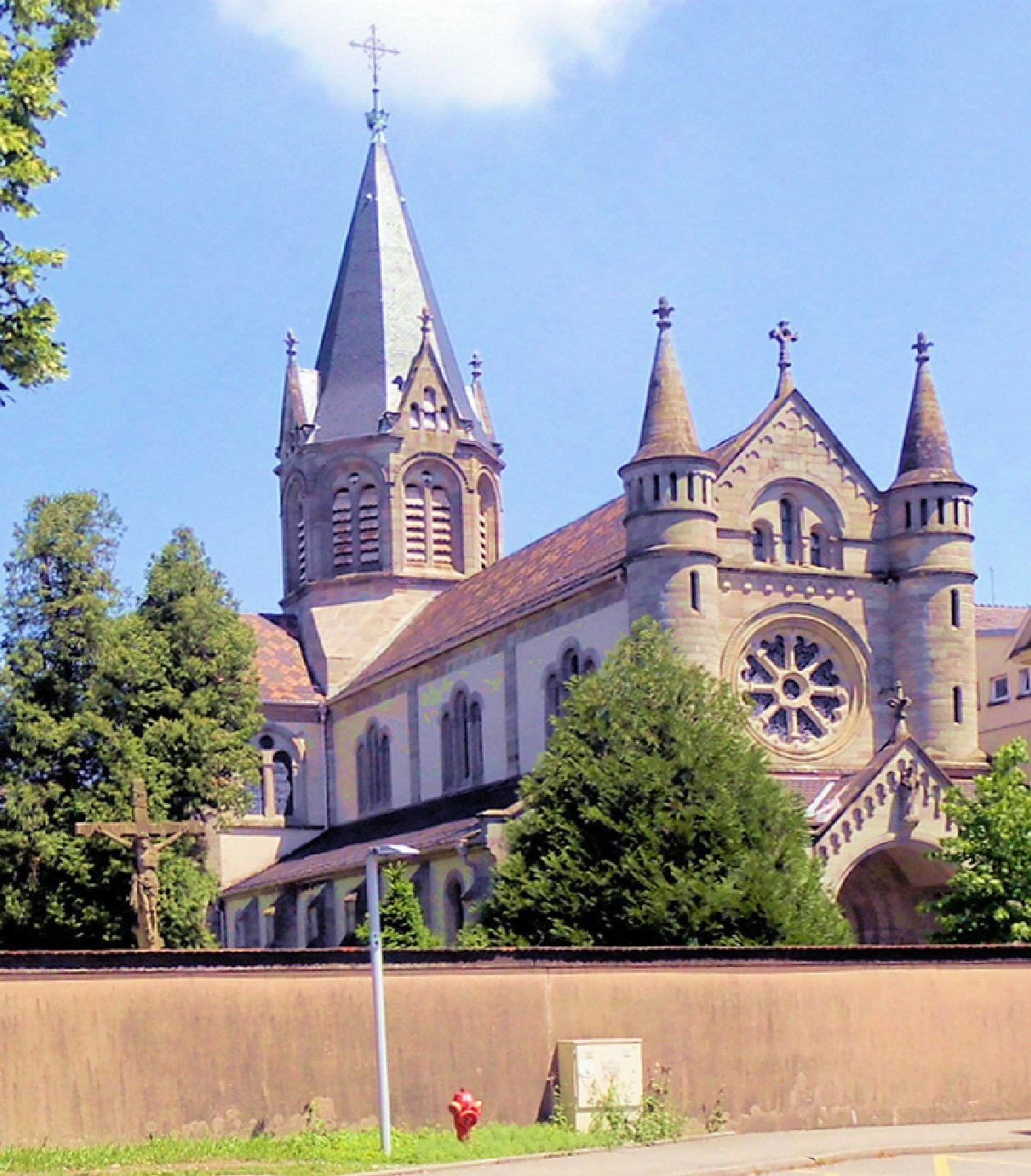
Wallfahrtskirche St. Morandus in Altkirch
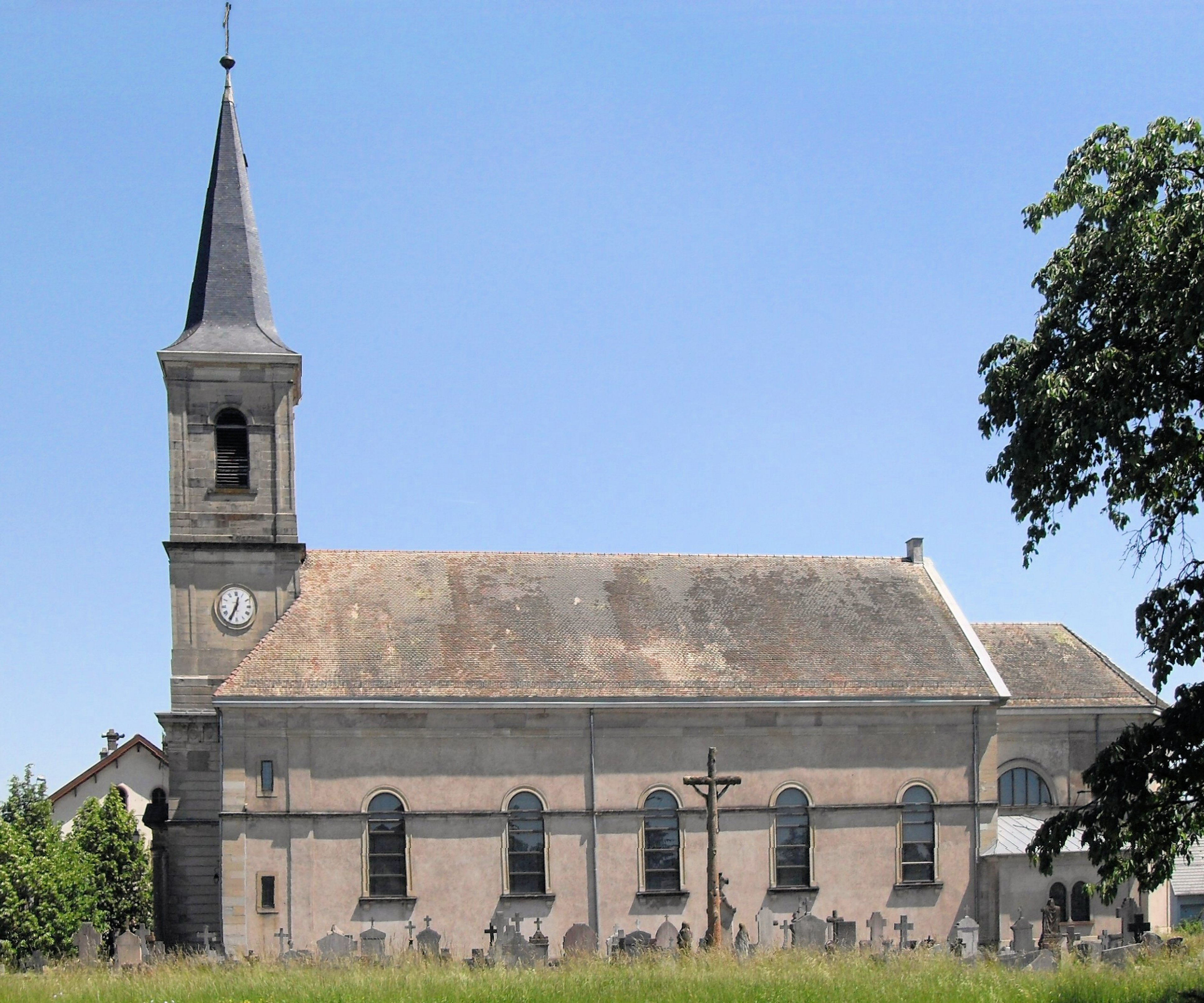
Kirche St. Morandus in Balschwiller
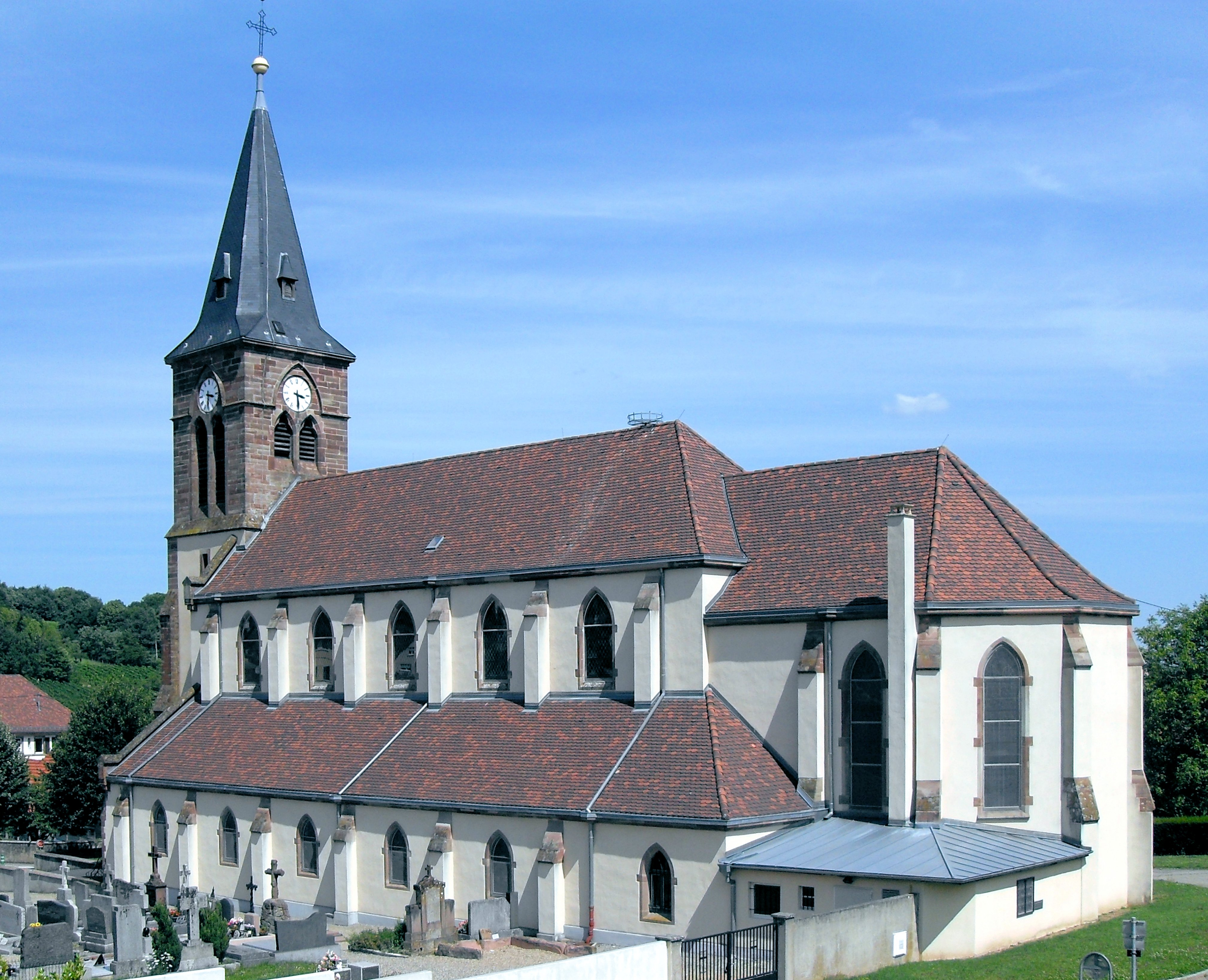
Kirche St. Morandus in Steinbach